# Chapelle Sainte-Foy de Montpellier, dite chapelle des Pénitents blancs
Pour les articles homonymes, voir Chapelle des Pénitents blancs.
La chapelle Sainte-Foy, communément appelée « chapelle des Pénitents blancs », est une église située en plein cœur de Montpellier, 14, rue Jacques Cœur. Elle est consacrée à  sainte Foy. Fondée au Moyen Âge, son principal intérêt est sa décoration intérieure baroque et son plafond peint à caissons du XVIIe siècle. Citons aussi sa cloche, toujours fonctionnelle, datée de 1401.

## La construction de l'édifice
La construction de la chapelle date vraisemblablement du XIIe siècle. Elle est citée pour la première fois, le 12 juillet 1228, dans un acte faisant mention de situations juridiques antérieures,. Bordant le chemin de Saint-Jacques de Compostelle, le « Cami Roumieu », elle  devait desservir le petit faubourg de « Flocaria » qui se développait à proximité d'une des principales entrées de la ville, à moins qu'elle n'ait été directement fondée en prévision de la construction d'un nouveau rempart. En effet, dans la première moitié du XIIIe siècle le faubourg et la chapelle furent englobés dans la nouvelle enceinte de la ville, la commune clôture. À partir de 1240, elle abrita les séances solennelles de la faculté des Arts.
Ce premier bâtiment, vraisemblablement de style roman, fut réparé et embelli vers 1380. L'arc qui traverse la rue Jacques Cœur, l'un des trois derniers pontets subsistants à Montpellier. S'il fut parfois confondu avec l'Arc Pellissier édifié en 1528, ce pontet fut en réalité bâti à la fin du XVe siècle et faisait partie de l'hôtel de Jacques Cœur. La Confrérie des Pénitents blancs s'installa dans la chapelle au cours du XVIe siècle, dans des circonstances qui ne nous sont pas connues en raison de la destruction des archives anciennes de la confrérie pendant es Guerres de religion.
Mais il ne reste que peu de vestiges de cette première construction, mis à part une partie de la façade et la base des murs latéraux. La chapelle fut incendiée puis détruite par les huguenots, en 1562 et 1568, durant les Guerres de religion. Si le bâtiment actuel fut reconstruit sur les bases des murs médiévaux, les seules parties visibles aujourd'hui sont des maçonneries de la façade, sans aucun élément de décors, et le pontet. Considérées comme lieu stratégique en raison de la proximité immédiate du rempart, les ruines de la chapelle ne purent être relevées et servirent de cimetière à ciel ouvert durant plus de cinquante ans.

## La reconstruction de la chapelle
De nouveaux troubles qui éclatèrent en 1621 entraînèrent l'année suivant le siège de la ville par les troupes royales, puis sa reddition. En conséquence, le rempart Est fut rasé et l'emplacement de Sainte-Foy ne fut plus un enjeu militaire. C'est ainsi que, dès 1623, Monseigneur Pierre de Fenouillet,  évêque de Montpellier, rendit les ruines de la chapelle à la Confrérie des Pénitents blancs. Les confrères s'y rendirent alors en procession et plantèrent contre sa façade une croix. La reconstruction commença immédiatement, le gros œuvre étant achevé, elle fut consacrée durant la nuit de Noël 1624. Puis la chapelle fut agrandie vers l'Est à l'emplacement du rempart et du fossé. Lorsque Louis XIII et Anne d'Autriche vinrent y entendre la messe en 1632, elle fut décrite comme un « hangar vide dont le seul ornement consistait en la blancheur de ses murs et en la nudité de ses charpentes ». Dès lors les Pénitents s'attachèrent à enrichir sa décoration.

## L'intérieur de la chapelle
Le gros œuvre achevé, les Pénitents s'attachèrent à décorer l'intérieur de l'édifice entre 1647 et 1698. Chaque confrère devait se sentir comme entouré d'éléments amenant à la prière et à la dévotion.
- Le plafond de la chapelle : Décidé dès 1647, le plafond de la chapelle est composé de vingt et un compartiments dont dix huit furent peints entre 1671 et 1691. Cet ensemble aurait dû représenter la vie de Jésus-Christ entourée des quatre Evangélistes. Si les trois derniers tableaux ne furent jamais peints[9], neuf furent perdus sous la Révolution. Il s'agissait de la fin du cycle de la Passion et de celui de la Résurrection. Il reste toutefois quatorze compartiments garnis. Les trois premiers tableaux représentent Saint Marc et Saint Matthieu encadrant Dieu le Père. Ils sont l'œuvre de Simon Raoux, frère de Jean Raoux. Suit le cycle de la Nativité de l'Enfant-Jésus avec une Visitation, (inspirée d'un modèle de Mignard), une Adoration des Mages (inspirée d'un modèle de Poussin), une Adoration des Bergers (inspirée d'un modèle du Carrache), dus eux aussi à Simon Raoux, ainsi qu'une Annonciation, une Circoncision et une Fuite en Égypte inspirée de Poussin. Puis vient le cycle de la Passion qui devait être le centre de la composition et qui en est aujourd'hui la fin avec une Prière au jardin des oliviers, une Flagellation et une Crucifixion. Si la plupart de ces œuvres s'inspirent des modèles italiens pour le dessin, ils présentent une palette de couleurs se rattachant à l'école flamande alors très appréciée à Montpellier. Mis à part les tableaux de Simon Raoux, l'ensemble est dû aux Pezet père et fils et leur atelier. Deux figures d'anges dues à Antoine Ranc[10] complètent l'ensemble. Les blasons des donateurs figurent au bas des tableaux, ce qui fait de cet ensemble un petit armorial de la confrérie au XVIIe siècle. Malheureusement, leur mauvais état de conservation, le vieillissement des vernis et un éclairage peu puissant n'aident pas à apprécier les tableaux restant, en attendant leur restauration.
- Des lambris en bois doré couvrant la totalité des murs de la chapelle vinrent compléter cet ensemble entre 1698 et 1706. Ils furent dessinés par l'architecte Augustin-Charles d'Aviler. Ce décor présente une composition très architecturée en rapport avec la formation très classique de l'architecte. À sa mort en 1701, Antoine Ranc prit la direction des travaux et introduisit plus de fantaisies dans les parties supérieures. Ces lambris se composent d'un premier niveau de fausses baies, garnies de tableaux, se terminant par des arcs en anse de panier formant un simulacre d'entresol. Au-dessus, un étage de fenêtres inondaient la chapelle de lumière. Mais en 1872 malgré l'opposition de la confrérie, les ouvertures au sud furent bouchées et la chapelle devint très sombre. Dans la partie haute, Antoine Ranc et son atelier peignirent à la fin du XVIIe siècle, des médaillons et des panneaux échancrés.
- Durant le XVIIIe siècle, les fausses baies des murs furent garnies de tableaux qui furent déposés à la Révolution. Un seul, Sainte Geneviève, a pu regagner la chapelle. Les emplacement vides furent complétés au début du XIXe siècle par des œuvres de qualité inégale : Saint Louis vénérant la Sainte Épine, Saint Jérôme au désert de J. Moulinier, Saint Jean-Baptiste, copie d'un tableau de Vien, Le Repos de la Sainte Famille par Bézart, une Piéta, Le Vœu de Louis XIII par J.-J. Reynes, La Samaritaine, L'Apothéose du Cœur Immaculé de Marie, et La Descente de Croix par O. Tandon et Jésus guérissant le paralytique. L'ensemble de ces toiles fait actuellement l'objet d'une étude en vue de leur restauration. Les autres espaces sont occupés par la chapelle Notre-Dame-du-Saint-Rosaire (XIXe siècle), la chapelle Sainte-Thérèse-de-l'Enfant-Jésus et la chaire dont le fond est garni d'un Christ en Croix du XVIIe siècle.
- Le chœur de la chapelle est décoré de sculptures en bois doré du XVIIe siècle issues de l'ancien retable du maître-autel. Très abîmé sous la Révolution, il dut être déposé en 1875, car on craignait son effondrement. Ses principaux éléments : Le maître-autel en marbre en est entièrement recouvert, de chaque côté deux anges propitiatoires proviennent de l'ancien attique. Le tabernacle est surmonté par l'un des derniers palmiers liturgiques. À l'arrière, se trouve le chœur des Pénitents, décoré d'éléments de la même provenance et figurant Sainte Marie-Madeleine, Saint Jean-Baptiste et deux bas-reliefs : Le Repas chez Simon et la Décolation de Saint Jean-Baptiste. L'ensemble est complété de deux tableaux du XIXe siècle : l'Assomption et la Prière de sainte Thérèse de l'Enfant Jésus. Depuis août 2014, il abrite aussi, au revers du maître-autel, une chapelle du Saint Sacrement réservée à la prière durant les ouvertures au public.
- Afin de compléter l'ensemble, un important tambour de style rocaille et un nouveau portail d'entrée furent posés en 1747. Ils présentent des sculptures d'une grande finesse. Cet ensemble est dominé par un clocher-mur surélevé en 1627. Il abrite depuis 1763 une cloche beaucoup plus ancienne, datée de 1401.
- Enfin la sacristie présente un intéressant ensemble de boiseries des XVIIe et XVIIIe siècles, une maquette de la croix du Peyroux, ainsi que la plaque de consécration de la chapelle Sainte-Croix (occupée par la confrérie durant les Guerres de Religion) datée du 5 décembre 1200.

La chapelle des Pénitents blancs de Montpellier fait l'objet d'un classement au titre des monuments historiques par arrêté du 17 février 1995.

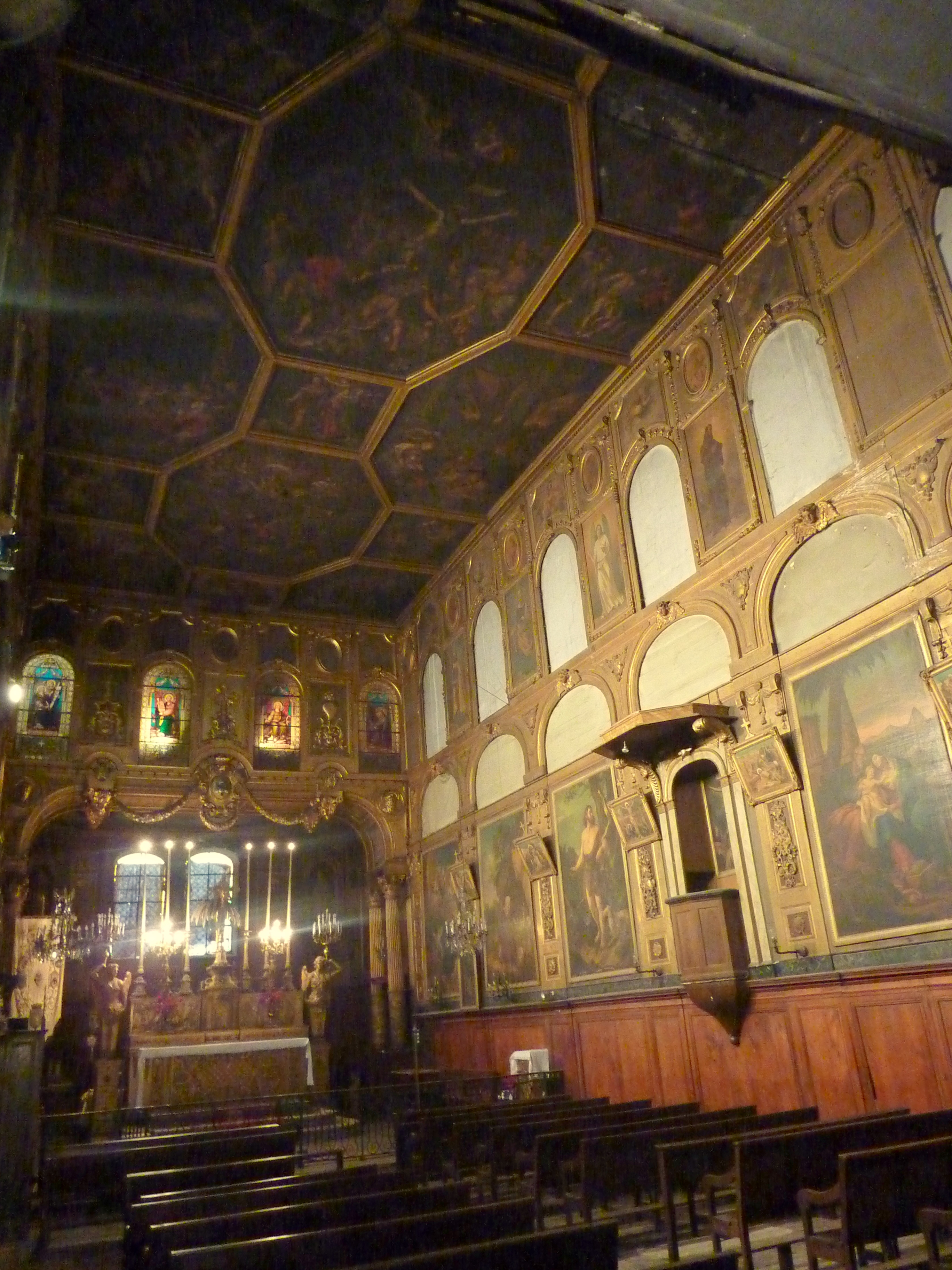
Intérieur de la chapelle.

## Visites
La chapelle est toujours la propriété de la Confrérie des Pénitents blancs. Elle est ouverte le samedi de 15 h 00 à 19 h 00 pour des visites libres ou commentées. Elle est aussi ouverte du lundi au vendredi de 16 h 30 à 19 h 00 durant la période estivale et de décembre à février pour la Crèche. Durant l'année 2016, la chapelle aura accueilli plus de 54 000 visiteurs en visite libre ou guidée.

## Sources
- Archives de la Confrérie des Pénitents blancs de Montpellier, conservées au siège de la Confrérie.
- Manuel de prière à l'usage des Pénitents blancs de Montpellier, Montpellier, Confrérie des Pénitents blancs de Montpellier, 2011